# Mueang Phatthalung (huyện)
Mueang Phatthalung (tiếng Thái: เมืองพัทลุง) là huyện thủ phủ (Amphoe Mueang) của tỉnh Phatthalung, phía nam Thái Lan.

## Địa lý
Các huyện giáp ranh (từ phía nam theo chiều kim đồng hồ) là Khao Chaison, Kong Ra, Srinagarindra, và Khuan Khanun của tỉnh Phatthalung, và Ranot và Krasae Sin của tỉnh Songkhla.
Phía đông huyện là bờ hồ Thale Luang, còn phía bắc là hồ Songkhla.

## Lịch sử
Huyện Klang Mueang (กลางเมือง) là một trong những huyện được thành lập năm 1896. Năm 1917, huyện đổi tên thành Lampam (ลำปำ) theo tên tambon trung tâm hành chính. Trụ sở huyện đã được dời đến tambon Khuha Sawan năm 1924. 1938, huyện được đổi tên thành Mueang Phatthalung.

## Hành chính
Huyện này được chia thành 14 phó huyện (tambon), các đơn vị này lại được chia ra thành 144 làng (muban). Thị xã (thesaban mueang) Phatthalung nằm trên toàn bộ tambon Khuhu Sawan, và một số khu vực nhỏ của tambon Khao Chiak, Tha Miram, Prang Mu, Lampam, Tamnan và Khuan Maphrao. Có 13 Tổ chức hành chính tambon.
| STT | Tên           | Tên tiếng Thái | Số làng | Dân số |  |
| --- | ------------- | -------------- | ------- | ------ |  |
| 1.  | Khuha Sawan   | คูหาสวรรค์       | -       | 38.340 |  |
| 3.  | Khao Chiak    | เขาเจียก        | 11      | 3.656  |  |
| 4.  | Tha Miram     | ท่ามิหรำ         | 10      | 4.980  |  |
| 5.  | Khok Cha-ngai | โคกชะงาย       | 9       | 5.062  |  |
| 6.  | Na Thom       | นาท่อม          | 8       | 4.386  |  |
| 7.  | Prang Mu      | ปรางหมู่         | 9       | 4.909  |  |
| 8.  | Tha Khae      | ท่าแค           | 12      | 7.512  |  |
| 9.  | Lampam        | ลำปำ           | 11      | 6.049  |  |
| 10. | Tamnan        | ตำนาน          | 14      | 7.371  |  |
| 11. | Khuan Maphrao | ควนมะพร้าว      | 16      | 10.626 |  |
| 12. | Rom Mueang    | ร่มเมือง         | 9       | 5.129  |  |
| 13. | Chai Buri     | ชัยบุรี           | 13      | 8.285  |  |
| 14. | Na Not        | นาโหนด         | 12      | 8.056  |  |
| 15. | Phaya Khan    | พญาขัน          | 10      | 5.319  |  |

Các con số mất là tambon nay tạo thành huyện Srinagarindra.